# Pseudocatharylla argenticilia
Pseudocatharylla argenticilia là một loài bướm đêm trong họ Crambidae.